# Sân bay Chongjin
Sân bay Chongjin, ở Bắc Triều Tiên còn gọi là Sân bay Orang, là một sân bay có cự ly khoảng 40 kilômét so với Chongjin, Bắc Hamgyong ở Bắc Triều Tiên. Sân bay này được Quân đội Đế quốc Nhật Bản xây dựng, nay thuộc quản lý của Quân đội Nhân dân Triều Tiên. Sân bay chủ yếu do quân sự sử dụng nhưng cũng có vài chuyến bay dân sự. Ban đầu có đường băng dài 1200 m, sau đó được kéo dài thành 2000 mét.

## Hãng hàng không và tuyến bay
- Air Koryo (Pyongyang, Haeju và Wonsan)